# Motorola StarTAC
O Motorola Startac foi um telefone celular do tipo clamshell/flip fabricado pela Motorola. Foi lançado em 3 de Janeiro de 1996, sendo o primeiro celular com flip já lançado. O StarTAC é o sucessor direto do MicroTAC, um celular com um design semi-clamshell que foi lançado em 1989. Enquanto o flip do MicroTAC ficava abaixo das teclas, o StarTAC continua um flip acima do seu display. Em 2005, a PC World colocou o StarTAC na lista dos 50 Melhores Gadgets dos Últimos 50 Anos na sexta posição.
O StarTAC foi um dos primeiros celulares que teve grande êxito por parte dos consumidores; aproximadamente 60 milhões de StarTAC foram vendidos.

## Lançamento
A Motorola anunciou a marca StarTAC em Setembro de 1995. O StarTAC chegou na América do Norte em 3 de Janeiro de 1996. Sendo então o menor celular disponível no mercado, este celular com tecnologia AMPS foi um sucesso imediato. Sucessor também do TDMA e CDMA, os StarTACs foram igualmente populares. Os modelos com GSM foram disponibilizados na América do Norte por vias da Powertel, VoiceStream, e outros GSM iniciais. O StarTAC, que se assemelha ao comunicador da série Star Trek, continuou popular até o inicio dos anos 2000, aparecendo em muitos filmes de Hollywood de seu tempo como 8 Milímetros, estrelando Nicolas Cage. Muitos dos consumidores do MicroTAC mudaram para este modelo devido seu tamanho menor e de leve peso. Durante seu lançamento inicial, muitas revistas continham anúncios com um cardboard que mostrava o verdadeiro tamanho do dispositivo.
O Motorola StarTAC foi lançado com um preço inicial de $1000.

## Principais características

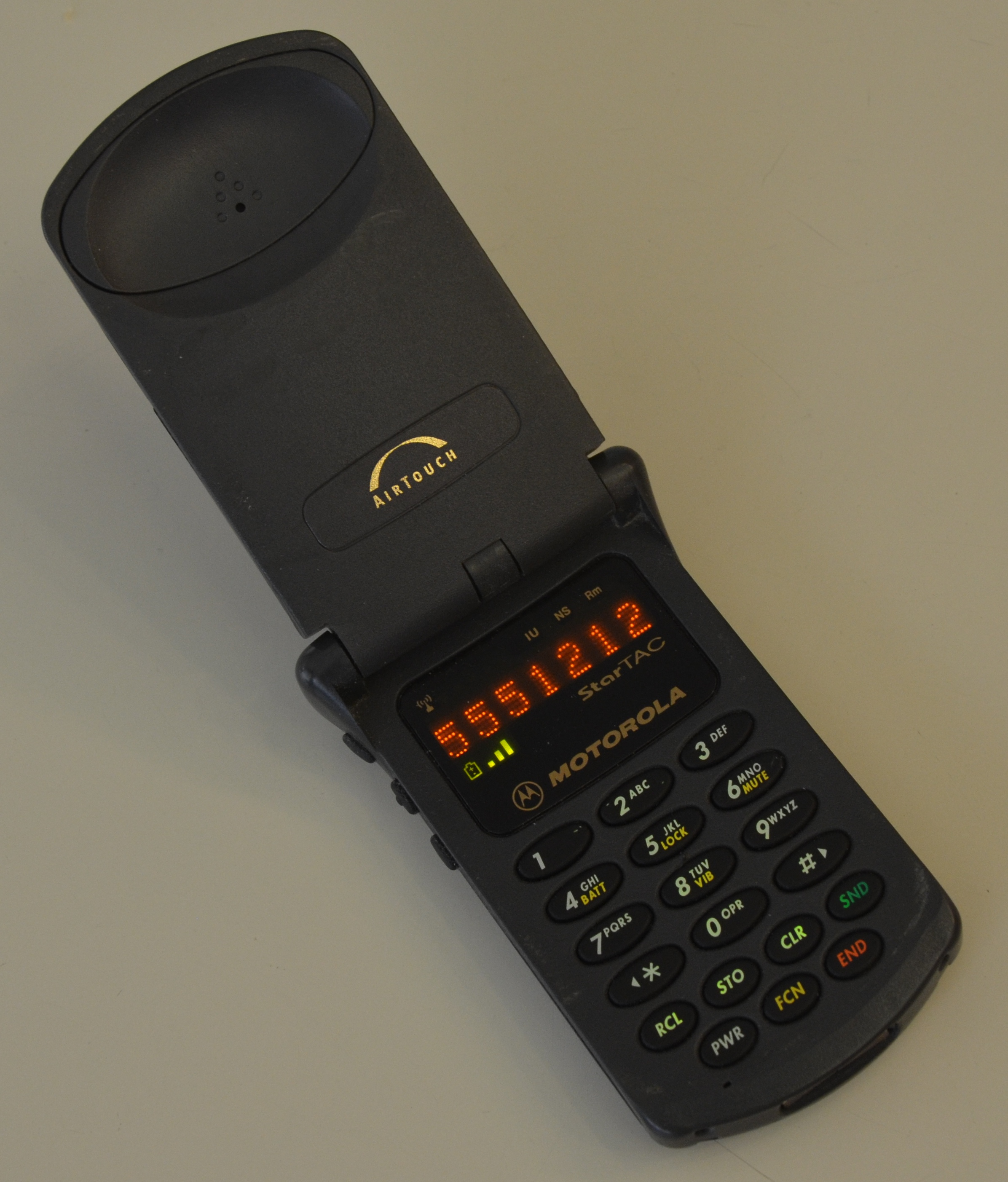
Um StarTAC da primeira geração.

Algumas das principais características do StarTAC eram:
- Troca de mensagens SMS, embora somente os modelos digitais posteriores tinham a capacidade de enviar mensagens.
- Design clamshell/flip (conhecido como "celular abre e fecha").
- 88 gramas[6] (3,1 ounças[3])
- Ele poderia utilizar uma bateria opcional de lithium-ion, num período em que a maioria das baterias dos celulares faziam o uso de baterias de NiMH de baixa capacidade.
- Foi um dos primeiros celulares a conter a alerta vibratória como um ringtone alternativo.
- Tinha uma persistente luz verde que indicava que o celular possui uma conexão com uma rede.

## StarTAC 2004
O StarTAC foi renovado em 2004 para o mercado da Coreia do Sul. Ele tinha:
- Um LCD 128×160, de 262.000 TFT.
- Som de 64 canais.
- Característica Banco Móvel que suportava a SK Telecom.
- Uma lista que suportava 2.800 contatos.

Adicionalmente, uma versão com direcional cor de ouro e luminosidade nas teclas foi lançado como StarTAC 2004 SE
A versão padrão do dispositivo foi lançada sem a função de Banco Móvel como Motorola V628 na China. A versão com direcional dourado permaneceu exclusiva para a Coreia do Norte.

## StarTAC III
A Motorola anunciou novamente o StarTAC com o nome de StarTAC III em 27 de Fevereiro de 2007.
- Tela QVGA de duas polegadas.
- GPS.
- Suporte a MP3.
- 128 de memória interna.

## Lista de modelos
Analógicos
- StarTAC 3000
- StarTAC 6000
- StarTAC 6500
- StarTAC 8500
- StarTAC 8600

Digitais
- StarTAC 70
- StarTAC 75 - GSM 1800[8]
- StarTAC 75+
- StarTAC 80
- StarTAC 85 - GSM 900[9]
- StarTAC 130 - GSM 900[10]
- StarTAC 7000g - GSM 1900
- StarTAC 8000g - GSM 1900
- StarTAC Rainbow
- ST7760 (AMPS/TDMA)
- ST7762 (AMPS/TDMA)
- ST7790 (AMPS/TDMA)
- 80071WNBPA (FCC IHDT5VG1) AMPS/TDMA (832/2412 MHz)
- ST7797 (Tri Mode/Dual Band 800/1900 MHz. TDMA/800 MHz. AMPS)
- ST7860 (Dual Mode/Single Band 800 MHz. CDMA/AMPS)
- ST7867w (Dual Mode/Dual Band 1900 MHz. CDMA/800 MHz. AMPS)
- ST7868 (Tri Mode/Dual Band 800/1900 MHz. CDMA/800 MHz. AMPS)
- ST7890 (Tri Mode TDMA?)
- ST7897 (Dual Band TDMA)
- StarTAC 2004
- StarTAC III